# ۲۴۲ (عدد)
۲۴۲ یک عدد طبیعی است که بعد از ۲۴۱ و قبل از ۲۴۳ قرار دارد.